# Người Semit
Người Semit (Semites), người Semitic hoặc nền văn hóa Semitic (từ kinh thánh "Shem", tiếng Hebrew: שם, phát âm tiếng Việt như là người Xê-mít) là một thuật ngữ cho một nhóm dân tộc, văn hóa hoặc chủng tộc nói hoặc nói các ngôn ngữ Semit.. Được sử dụng lần đầu tiên vào những năm 1770 bởi các thành viên của Trường Lịch sử Gottech, thuật ngữ này bắt nguồn từ Shem, một trong ba người con của Nô-ê trong Sách Sáng thế, cùng với các thuật ngữ song song Hamites và Japhetites. Thuật ngữ hiện nay phần lớn đã lỗi thời bên ngoài ngôn ngữ học.  Tuy nhiên, trong khảo cổ học, thuật ngữ này đôi khi được sử dụng không chính thức như là "một loại tốc ký" cho các dân tộc nói tiếng Semit cổ đại.

## Dân tộc và chủng tộc

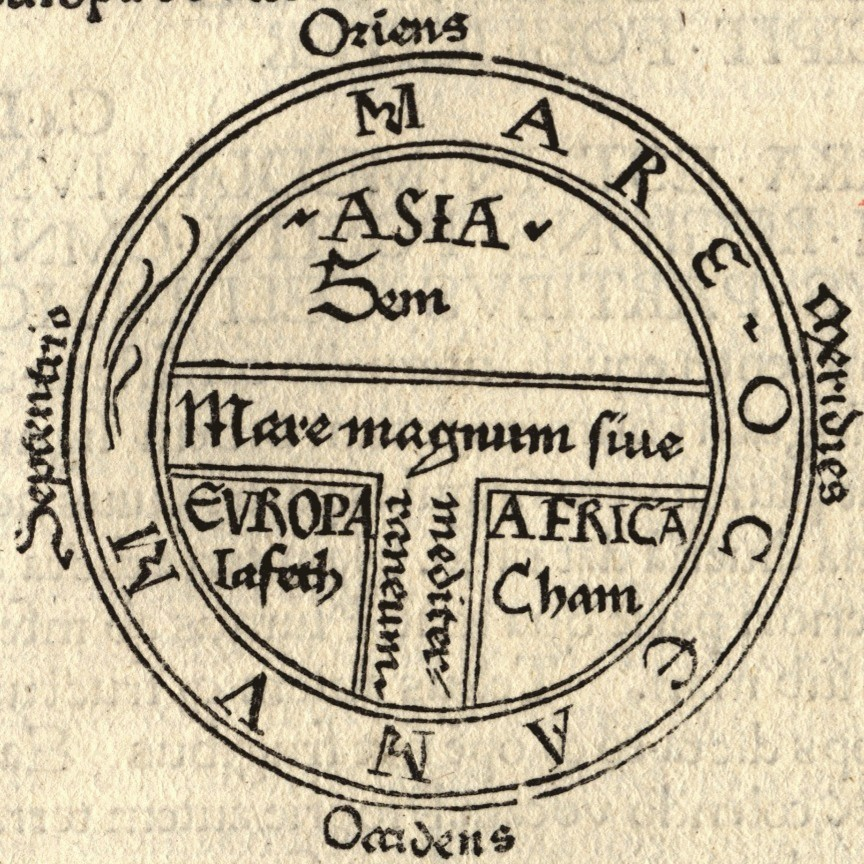
Bản đồ T và O này, từ phiên bản in đầu tiên của Isidore of Etymologiae của Seville, xác định ba lục địa được biết đến là nơi sinh sống của hậu duệ Sem (Shem), Iafeth (Japheth) và Cham (Ham).

Trong các phân loại chủng tộc của Carleton S. Coon, các dân tộc Semit được coi là thành viên của chủng tộc da trắng, không giống nhau về ngoại hình với các dân tộc Ấn Độ, Tây Bắc Caucian và Kartvelian trong khu vực. Khi các nghiên cứu ngôn ngữ đan xen với các nghiên cứu văn hóa, thuật ngữ này cũng được dùng để mô tả các tôn giáo (tôn giáo Semit và Abraham cổ đại) và các dân tộc nói tiếng Semit cũng như lịch sử của các nền văn hóa khác nhau có liên quan đến sự phân bố địa lý và ngôn ngữ gần gũi.
Một số nghiên cứu di truyền gần đây đã tìm thấy (bằng cách phân tích DNA của những người nói tiếng Semitic) rằng họ có một số tổ tiên chung. Mặc dù không tìm thấy kết quả ty thể phổ biến đáng kể nào, các liên kết nhiễm sắc thể Y giữa các dân tộc nói tiếng Semit ở Trung Đông như Ả Rập, Do Thái, Mandaeans, Samaritans và Assyria / Syriacs đã cho thấy các liên kết, mặc dù có sự khác biệt từ các nhóm khác (xem Y- nhiễm sắc thể Aaron).
Một nghiên cứu DNA về "sáu dân số Trung Đông (Ashkenazi, Sephardic và người Do Thái gốc Kurd từ Israel; Người Kurd Hồi giáo; Người Ả Rập Hồi giáo từ Israel và Khu vực chính quyền Palestine; và người Bedouin từ Negev)" cho thấy người Do Thái có liên hệ gần gũi hơn với nhóm người phía bắc của Lưỡi liềm Màu mỡ (người Kurd, Thổ Nhĩ Kỳ và Armenia) so với các nước láng giềng Ả Rập.
Nghiên cứu di truyền chỉ ra rằng người Do Thái hiện đại (Ashkenazi, Sephardic và Mizrahi cụ thể), Levantine người Ả Rập, Assyria / Syriacs, Samaritan, Maronites, Druze, Mandaeans, và Mhallami, tất cả đều có chung một di sản Cận Đông có thể được truy ngược gene trở lại về Lưỡi liềm Màu mỡ, nhưng cũng thường hiển thị các cấu hình di truyền khác biệt với nhau, cho thấy lịch sử khác nhau của các dân tộc này.

## Chống chủ nghĩa Semit và Semiticisation

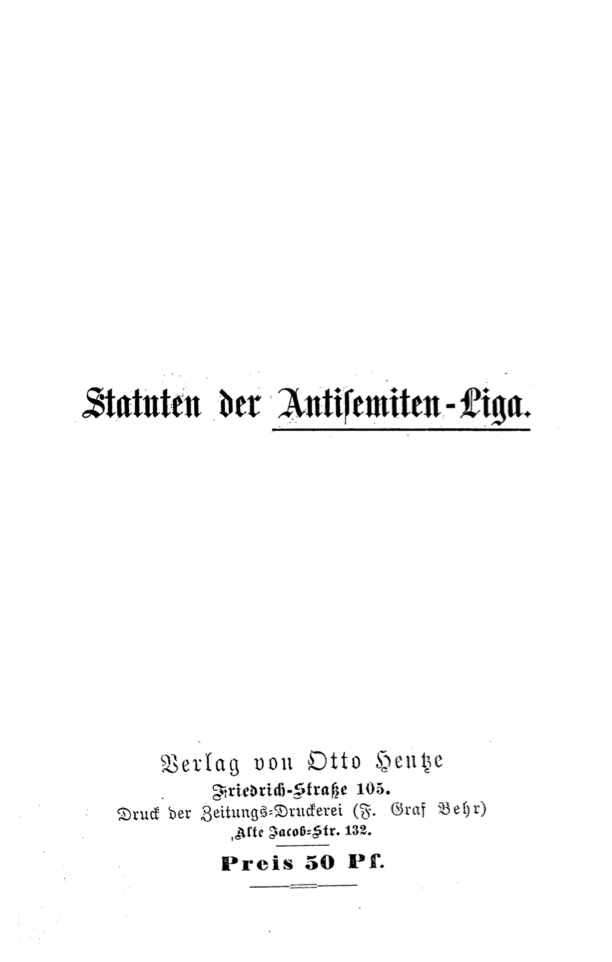
Năm 1879, đạo luật của Liên minh bài Semit, tổ chức lần đầu tiên phổ biến thuật ngữ này

Các thuật ngữ "chống Semit/Do Thái" (Chống chủ nghĩa Xê-mít) hay "bài Do Thái" được đưa ra theo một lộ trình có mạch dẫn để chỉ định hẹp hơn cho bất kỳ ai thù địch hay phân biệt đối xử đối với người Do Thái nói riêng.. Các nhà nhân chủng học của thế kỷ 19 như Ernest Renan dễ dàng liên kết các nhóm ngôn ngữ với sắc tộc và văn hóa, xem xét giai thoại, khoa học và văn hóa dân gian trong nỗ lực xác định tính cách chủng tộc. Moritz Steinschneider, trong các bức thư Do Thái Hamaskir (3 (Berlin 1860), 16), thảo luận về một bài viết của Heymann Steinthal  chỉ trích bài báo của Renan "Những cân nhắc mới về tính cách chung của các dân tộc Semit, đặc biệt là khuynh hướng của họ ". Renan đã thừa nhận tầm quan trọng của các nền văn minh cổ đại ở Mesopotamia, Israel, v.v. nhưng gọi các chủng tộc Semit thua kém chủng tộc Aryan vì chủ nghĩa độc thần của họ, điều mà Renan đã nghĩ, phát sinh từ bản năng chủng tộc được cho là dâm đãng, bạo lực, vô đạo đức của họ. Steinthal đã tóm tắt những khuynh hướng này là "Chủ nghĩa Do Thái", và vì thế Steinschneider đã mô tả các ý tưởng của Renan là "định kiến bài Do Thái".
Năm 1879, nhà báo người Đức Wilhelm Marr bắt đầu chính trị hóa thuật ngữ này bằng cách nói về cuộc đấu tranh giữa người Do Thái và người Đức trong một cuốn sách nhỏ có tên Der Weg zum Siege des Germanenthums über das Judenthum ("Con đường chiến thắng chủ nghĩa của người Do Thái" Ông buộc tội người Do Thái là những người tự do, một dân tộc không có gốc rễ đã khiến Do Thái hóa người Đức vượt ngưỡng chịu đựng. Năm 1879, các tín đồ của Marr đã thành lập "Liên minh chống chủ nghĩa bài Do Thái", liên quan hoàn toàn đến hành động chính trị chống Do Thái. Sự phản đối đối với việc sử dụng thuật ngữ này, chẳng hạn như bản chất lỗi thời của thuật ngữ "Semit" là một thuật ngữ chủng tộc và loại trừ phân biệt đối xử đối với các dân tộc Semit không phải là người Do Thái, đã được nêu ra từ ít nhất là những năm 1930.